# Mouettes
Mouettes is een gemeente in het Franse departement Eure (regio Normandië) en telt 683 inwoners (2005). De plaats maakt deel uit van het arrondissement Évreux.

## Geografie
De oppervlakte van Mouettes bedraagt 8,3 km², de bevolkingsdichtheid is 82,3 inwoners per km².
De onderstaande kaart toont de ligging van Mouettes met de belangrijkste infrastructuur en aangrenzende gemeenten.

## Demografie
Onderstaande figuur toont het verloop van het inwonertal (bron: INSEE-tellingen).